# Magnus Bäckstedt
Magnus Bäckstedt (Linköping, 30 gennaio 1975) è un ex ciclista su strada, pistard e dirigente sportivo svedese.
Il suo successo più importante è stata la vittoria alla Parigi-Roubaix 2004

## Carriera
Magnus Bäckstedt iniziò la carriera da professionista nel 1996 correndo per la svedese Collstrop, l'anno successivo passa alla Palmans. Nel 1998, con il passaggio alla Crédit Agricole, arrivò settimo alla Parigi-Roubaix, vinse la diciannovesima tappa del Tour de France 1998 tra Chaux-de-Fonds e Autun. Bäckstedt corse per la squadra francese sino al 2001 senza però conseguire altri successi.
Nel 2002 e 2003 corse per il Team Fakta con il quale si aggiudicò nel Giro d'Italia 2003 la vittoria della classifica intergiro; alla chiusura di questa squadra passò alla Alessio-Bianchi dove tornò a vincere, aggiudicandosi la Parigi-Roubaix 2004. Nel 2005 si spostò alla Liquigas-Bianchi, da allora il suo migliore piazzamento fu il secondo posto nella settima tappa del Tour de France 2005, da Lunéville a Karlsruhe.
Nel 2008 corse per la squadra americana Slipstream e nel 2009, per pochi mesi, vestì la maglia della MagnusMaximuscoffee.com di cui nel 2010 è stato direttore sportivo.
Dopo due anni di inattività, ritorna a correre nel 2011 nella UK Sport Team.

## Palmarès
- 1992 (Juniores)

Campionati svedesi, Prova a cronometro Juniores
- 1993 (Juniores)

Campionati svedesi, Prova a cronometro Juniores
Campionati svedesi, Prova in linea Juniores
Campionati dei paesi nordici, Prova a cronometro Juniores
- 1995 (dilettanti)

3ª tappa Boland Bank Tour
5ª tappa Boland Bank Tour
- 1996 (Collstrop - Lystex, tre vittorie)

1ª tappa Boland Bank Tour
5ª tappa Boland Bank Tour
Classifica generale Boland Bank Tour
- 1997 (Palmans - Lystex, una vittoria)

Grand Prix d'Isbergues
- 1998 (Crédit Agricole, tre vittorie)

19ª tappa Tour de France (La-Chaux-de-Fonds > Autun)
5ª tappa Postgirot Open (Uppsala > Uppasala, cronometro)
Duo Normand (Cronocoppie con Jerome Neuville)
- 2002 (Team Fakta, una vittoria)

Le Samyn
- 2003 (Team Fakta, una vittoria)

Campionati svedesi, Prova a cronometro
- 2004 (Alessio - Bianchi, una vittoria)

Parigi-Roubaix
- 2007 (Liquigas, una vittoria)

Campionati svedesi, Prova in linea

### Altri successi
- 1993 (Juniores)

Campionati svedesi, Classifica a squadre cronometro Juniores
Campionati svedesi, Cronosquadre Juniores
- 1999 (Crédit Agricole)

4ª tappa Tour Méditerranéen  (La Fare > Berre I'Etang, cronosquadre)
- 2003 (Team Fakta)

Classifica intergiro Giro d'Italia
- 2007 (Liquigas)

1ª tappa Settimana Ciclistica Lombarda  (Bergamo, cronosquadre)
- 2008 (Team Garmin - Chipotle)

1ª tappa Giro d'Italia  (Palermo, cronosquadre)

## Piazzamenti

### Grandi giri
- Giro d'Italia

2003: 71°
2004: non partito (15ª tappa)
2008: non partito (10ª tappa)
- Tour de France

1998: 70º
1999: ritirato (12ª tappa)
2000: 123º
2004: ritirato (11ª tappa)
2005: non partito (16ª tappa)
2006: ritirato (14ª tappa)
2008: fuori tempo massimo (7ª tappa)
- Vuelta a España

2005: 111º
2006: 111º
2007: 128º

### Classiche
- Milano-Sanremo

1998: 140º
2004: 141º
2005: ritirato
2006: ritirato
2008: ritirato
- Giro delle Fiandre

1997: ritirato
1998: 64º
1999: ritirato
2000: 79º
2001: ritirato
2004: 66º
2005: 61º
2008: 42º
- Parigi-Roubaix

1998: 7º
1999: ritirato
2000: 19º
2001: ritirato
2004: vincitore
2005: 4º
2007: 47º
2008: ritirato

### Competizioni mondiali
- Campionati del mondo

Agrigento 1994 - Cronosquadre: ritirato
San Sebastián 1997 - In linea: ritirato
Valkenburg 1998 - In linea: ritirato
Zolder 2002 - Cronometro: 49º
Hamilton 2003 - Cronometro: 33º
Madrid 2005 - In linea: 110°
- Giochi olimpici

Sydney 2000 - In linea: ritirato
Atene 2004 - In linea: ritirato

### Competizioni europee
- Campionati europei

Villach 1997 - Cronometro Under-23: 6°